# Willowtip Records
Willowtip Records – amerykańska niezależna wytwórnia płytowa, specjalizująca się w death metalu i grindcorze, powstała w 2000 roku. Jej siedzibą jest Zelienople (Pensylwania). Nazwa wytwórni pochodzi od nazwisk jej założycieli – Willosin i Tipton.
Pierwszym wydawnictwem Willowtip był split Fate of Icarus i Creation Is Crucifixion.
W lutym 2005 roku Willowtip podpisało umowę z Earache Records na dystrybucję swoich wydawnictw w Europie.
Od czerwca 2007 roku za pośrednictwem Willowtip swoje albumy w Ameryce Północnej wydaje holenderska wytwórnia Neurotic Records.
Od sierpnia 2007 roku Willowtip ma również umowę z Candlelight Records na dystrybucję swoich wydawnictw w Europie.

## Artyści
Lista zespołów aktualna na dzień 14 lutego 2010 roku.

- Afgrund
- Alarum
- Arsis
- As Eden Burns
- Capharnaum
- Cephalic Carnage
- Circle of Dead Children
- Corpus Mortale
- Crotchduster
- Crowpath
- Defeated Sanity
- Defeatist
- Dim Mak
- Disavowed
- Electro Quarterstaff
- Fleshgod Apocalypse
- Goatsblood
- Gorod
- Harakiri
- Illogicist
- Impaled
- Infanticide
- Kalibas
- Kill the Client
- Leng Tch'e
- Magrudergrind
- Malignancy
- Maruta
- Misery Index
- Necrophagist
- Neuraxis
- Odious Mortem
- Phobia
- Prostitute Disfigurement
- Psycroptic
- Rotten Sound
- Severed Savior
- Sickening Horror
- Spawn of Possession
- Squash Bowels
- Sulaco
- Terminal Function
- The Dying Light
- The Year of Our Lord
- Ulcerate
- Visceral Bleeding
- Vulgar Pigeons
- Watchmaker

Z Willowtip Records współpracowali również:
- Commit Suicide
- Creation Is Crucifixion
- Fate of Icarus
- Upheaval

## Wybrane wydawnictwa
Opracowano na podstawie materiału źródłowego.
| Rok wydania | Numer katalogowy | Zespół              | Tytuł                          |
| ----------- | ---------------- | ------------------- | ------------------------------ |
| 2002        | WT-017           | Cephalic Carnage    | Halls of Amenti                |
| 2004        | WT-025           | Necrophagist        | Onset of Putrefaction          |
| 2004        | WT-028           | Arsis               | A Celebration of Guilt         |
| 2005        | WT-034           | Rotten Sound        | Exit                           |
| 2005        | WT-036           | Gorod               | Neurotripsicks                 |
| 2005        | WT-040           | Arsis               | A Diamond for Disease          |
| 2006        | WT-045           | Gorod               | Leading Vision                 |
| 2006        | WT-048           | Arsis               | United in Regret               |
| 2007        | WT-053           | Sickening Horror    | When Landscapes Bled Backwards |
| 2006        | WT-056           | Spawn of Possession | Noctambulant                   |
| 2006        | WT-057           | Psycroptic          | Symbols of Failure             |
| 2007        | WT-058           | Ulcerate            | Of Fracture and Failure        |
| 2007        | WT-059           | Corpus Mortale      | A New Species of Deviant       |
| 2007        | WT-060           | Impaled             | The Last Gasp                  |
| 2009        | WT-069           | Ulcerate            | Everything Is Fire             |
| 2009        | WT-070           | Fleshgod Apocalypse | Oracles                        |
| 2009        | WT-074           | Gorod               | Process of a New Decline       |